# Follonica
Follonica (betont Follònica) ist eine italienische Gemeinde mit 20.307 Einwohnern (Stand 31. Dezember 2023) in der Provinz Grosseto in der Region Toskana. Die Stadt entstand im 19. Jahrhundert als Industrieansiedlung. Follonica besitzt ein relativ modernes Stadtbild und ist heute einer der größten Badeorte der Toskana.

## Geographie
Follonica liegt in der Landschaft der Maremma Grossetana am Tyrrhenischen Meer, an den südlichen Ausläufern der Colline Metallifere. Die Gemeinde grenzt im Norden an die Provinz Livorno, die Provinzhauptstadt Grosseto liegt etwa 45 km südöstlich. Der nach der Stadt benannte Golf von Follonica erstreckt sich von Piombino im Nordwesten bis Punta Ala im Südosten. Dem Golf südwestlich vorgelagert liegt die Insel Elba. Im südöstlichen Gemeindegebiet fließt der Fluss Pecora.
Follonicas Nachbargemeinden sind Piombino (LI), Suvereto (LI), Massa Marittima und Scarlino.

## Geschichte
Die Geschichte von Follonica ist eng mit der Eisenverarbeitung verbunden. Zu etruskischer Zeit gab es auf dem heutigen Gemeindegebiet, das verkehrsgünstig zwischen Populonia und Vetulonia lag, Anlagen zur Verhüttung von Eisenerz. Im Ortsteil Rondelli wurden 21 Öfen gefunden, in denen Hämatit aus Elba verarbeitet wurde. Im 5. Jahrhundert vor Christus wurde diese Anlage aufgegeben. Weitere archäologische Funde wurden in den Hügeln landeinwärts gemacht, darunter Kalkbrennöfen an den Hängen des Poggio Fornello.
Der ab dem frühen Mittelalter bezeugte Ortsname leitet sich wahrscheinlich von Fulloni bzw. Folliculum ab, Ausdrücken für den Blasebalg, der Luft in die Schmelzöfen leitete.
Im Mittelalter bestand die ab 884 bezeugte Burg Castello di Valle (auch Valli), von dem Ruinen auf einem Hügel nördlich des Stadtzentrums erhalten sind. Sie war zunächst Sommerresidenz der Bischöfe von Lucca, gehörte später zur Abtei von San Bartolomeo di Sestinga, ab dem 12. Jahrhundert der Familie Aldobrandeschi, und ab der zweiten Hälfte des 13. Jahrhunderts zu Pisa.
Ab dem Beginn des 15. Jahrhunderts gehörte das Gebiet zum Fürstentum Piombino unter den Appiani, die wieder eine Eisengießerei einrichteten. Diese ist seit 1546 bezeugt und wurde im Verlauf des 16. Jahrhunderts von den Medici übernommen und erweitert. Bis zu Beginn des 19. Jahrhunderts blieb die Eisenverhüttung die einzige wirtschaftliche Aktivität bei Follonica, da das Sumpfland der Maremma keine Landwirtschaft gestattete und die Malaria verbreitet war.
Von 1832 bis 1836 ließ Leopold II. neben der alten Gießerei die moderne Eisenfabrik Reali e Imperiali Fonderie errichten, und Follonica wurde in den darauf folgenden Jahren der wichtigste Standort zur Eisen- und Stahlerzeugung im Großherzogtum Toskana und einer der Ausgangspunkte der Trockenlegung der Maremma. Um den Industriestandort wurden die Sumpfgebiete parzelliert, an Siedler verkauft und trockengelegt. Die neue Siedlung wuchs jedoch nur langsam. Im Jahre 1854 hatte der Ort nur 364 Einwohner. Heute ist Follonica die zweitgrößte Gemeinde der Provinz Grosseto.
Bevölkerungsentwicklung:
| Jahr      | 1871 | 1901  | 1921  | 1936  | 1951  | 1971   | 1991   | 2001   | 2016   |
| Einwohner | 852  | 1.805 | 3.414 | 5.727 | 7.818 | 16.775 | 21.353 | 21.091 | 21.443 |

Quelle: ISTAT
1923 wurde Follonica eigene Gemeinde, bis dahin war sie administrativ Teil von Massa Marittima.
Nachdem das Hüttenwerk im Jahre 1897 der Società Anonima Alti Forni e Fonderie di Piombino unterstellt worden war, die 1918 im Konzern ILVA aufging, wurde die toskanische Stahlproduktion in den Folgejahren in Piombino konzentriert. 1960 wurde das Werk in Follonica endgültig geschlossen. Der wichtigste Wirtschaftsfaktor der Gemeinde, neben klein- und mittelständischer Industrie, ist heute der sommerliche Badetourismus, der sich ab den 1960er Jahren entwickelte. Follonica verfügt über einen langen Sandstrand und vielseitige touristische Einrichtungen.

## Kultur und Sehenswürdigkeiten

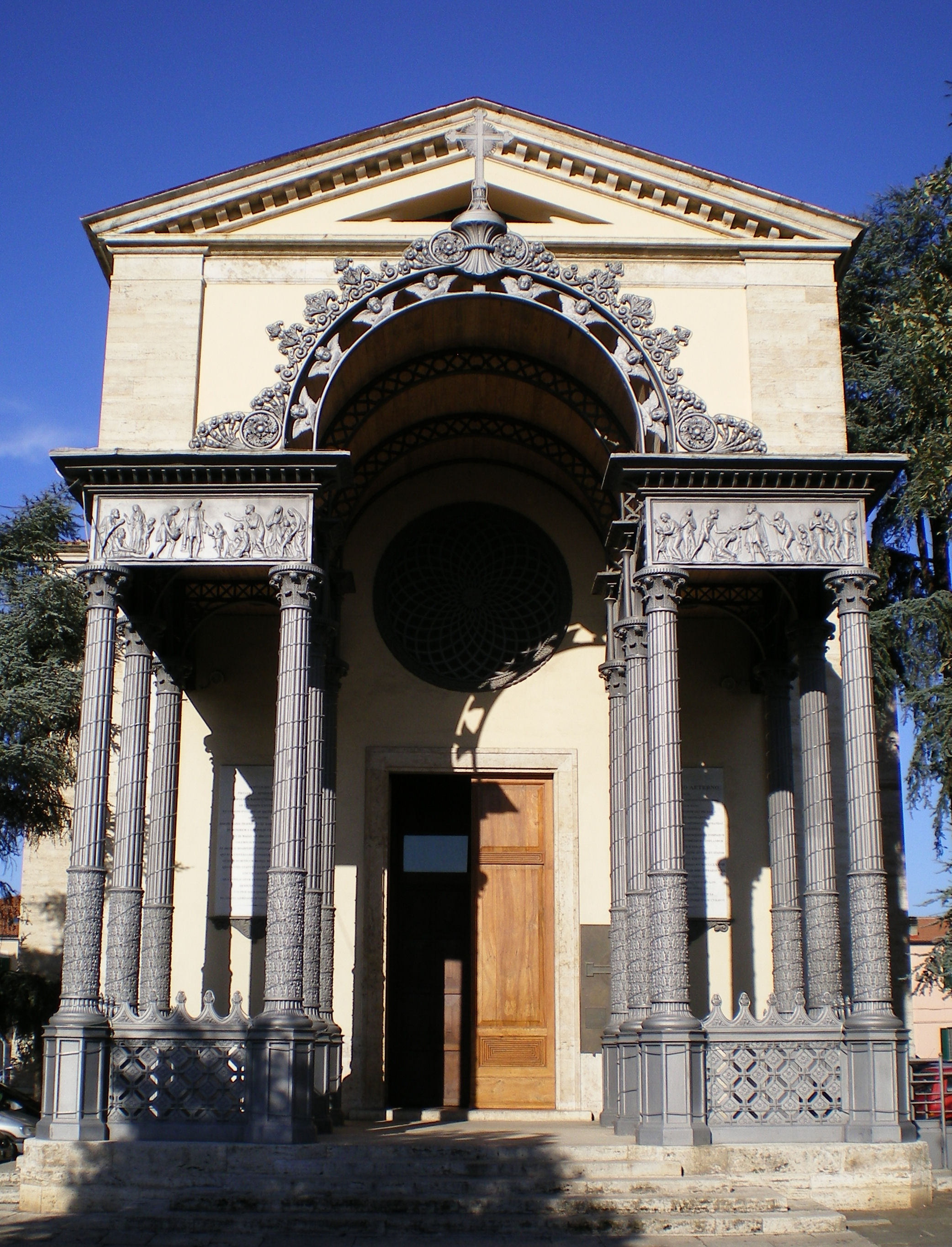
Chiesa di San Leopoldo

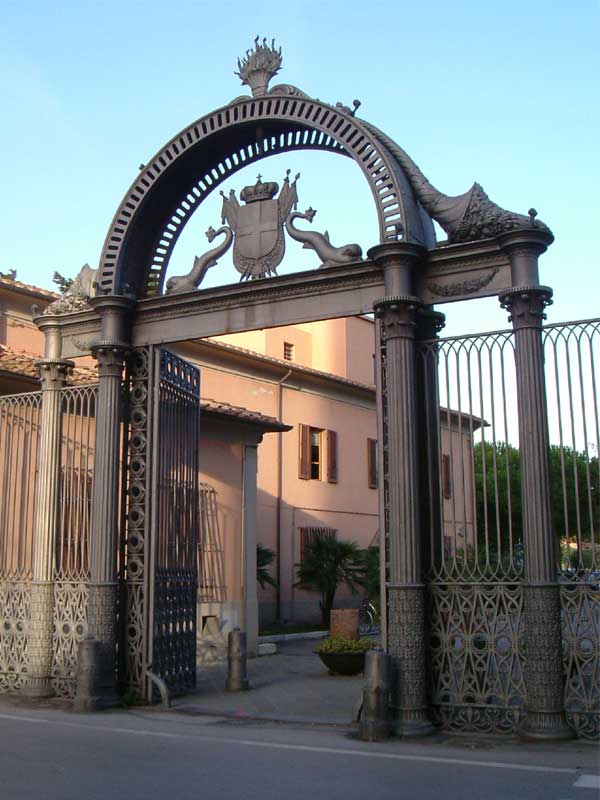
Eingangstor der Eisengießerei Follonica

### Gebäude
Das Stadtbild von Follonica wird vor allem durch moderne Gebäude geprägt, daneben sind jedoch auch mehrere Villen vom Anfang des 20. Jahrhunderts in neoklassischem Stil bzw. Jugendstil erhalten (z. B. Villa Benedetti, Villa S.Anna und Villa Jole Monciatti).
Bedeutendstes Baudenkmal ist die Pfarrkirche Chiesa di San Leopoldo. Nach einem Entwurf von Carlo Reishammer und Alessandro Manetti wurde sie von 1836 bis 1838 für die wachsende Siedlung errichtet. Die klassizistische Kirche verbindet Steinmauerwerk mit verschiedenen Gusseisenelementen (Säulenportal, Rosetten) und gehört zu den ersten Beispielen der Eisenarchitektur in der Toskana.
Das ehemalige Firmengelände der Eisenhütte (Area ex ILVA) wurde umgewidmet, und die ehemaligen Industrie- und Verwaltungsgebäude beherbergen heute verschiedene öffentliche Einrichtungen. Das Gelände ist Teil des 2002 eingerichteten Nationalparks Parco Nazionale Tecnologico Archeologico delle Colline Metallifere Grossetane. Das gusseiserne Eingangstor im klassizistischen Stil ist ein Werk von Carlo Reishammer. Ein 1995 eingerichtetes Museum (Museo delle Arti in Ghisa nella Maremma) dokumentiert die Geschichte des Bergbaus und der Eisenverhüttung sowie die Geschichte des Unternehmens ILVA. Ein archäologisches Museum (Museo Archeologico di Follonica) ist in Planung. Weitere Einrichtungen sind eine Außenstelle der Universität Siena sowie die städtische Bibliothek in den ehemaligen mechanischen Werkstätten.
Das städtische Kunstmuseum Civica Pinacoteca Amedeo Modigliani stellt vor allem Gemälde zeitgenössischer italienischer Künstler aus.
Von der auf einem Hügel im Landesinneren liegenden mittelalterlichen Burg Castello di Valle sind Reste vorhanden, darunter der Bergfried und einige Nebengebäude, die zum Teil rekonstruiert wurden. Im Ortsteil La Pievaccia, auf dem Hügel Poggio Chiecco, befinden sich Reste einer weiteren mittelalterlichen Siedlung, darunter ein Wehrturm aus dem 13. Jahrhundert.

### Natur
Teile des Gemeindegebiets von Follonica gehören zu den Naturparks
- Parco Interprovinciale di Montoni, im nördlichen Teil der Gemeinde Richtung Piombino;
- Riserva naturale statale biogenetica Tomboli di Follonica, entlang der Küste mit Dünenlandschaft und Pinienwäldern;
- Riserva Naturale Statale della Marsiliana - Hügelland in Richtung Massa Marittima.

### Regelmäßige Veranstaltungen
- Karneval von Follonica, mit Umzügen und Motivwagen der verschiedenen Stadtviertel (seit 1949)

## Sport
Follonica hat einen erfolgreichen Rollhockeyverein, den ASD Consorzio Etruria Follonica Hockey, der mehrmals italienischer Meister wurde. 2006 gewann der Verein den Europapokal und 2007 den Interkontinentalpokal.
Die Hauptfußballmannschaft ist die Unione Sportiva Follonica Gavorrano, die in der Serie D spielt.
Das Ippodromo dei Pini ist die Trabrennbahn der Stadt.

## Verkehr
Follonica liegt an der Strada Statale 1 Via Aurelia bzw. der dazu von Grosseto nach Livorno parallel verlaufenden Variante Aurelia. Deren Abfahrten sind Follonica Est - Massa Marittima und Follonica Nord.
Der Bahnhof von Follonica liegt an der Bahnstrecke Pisa–Rom. Von 1902 bis 1944 führte von Follonica eine Bahnstrecke nach Massa Marittima. Diese wurde nach den Zerstörungen des Zweiten Weltkrieges nicht wieder aufgebaut.

## Städtepartnerschaften
- Charleroi, Belgien, seit 1964
- Kolberg, Polen, seit 2007
- Hedemora, Schweden, seit 2007